# Automeris midea
Automeris midea är en fjärilsart som beskrevs av J. Peter Maassen och Gustav Weymer 1886. Automeris midea ingår i släktet Automeris och familjen påfågelsspinnare. Inga underarter finns listade i Catalogue of Life.